# Comitato Olimpico Somalo
Il Comitato Olimpico Somalo (noto anche come Somali Olympic Committee in inglese) è un'organizzazione sportiva somala, nata nel 1959 a Mogadiscio, Somalia.
Rappresenta questa nazione presso il Comitato Olimpico Internazionale (CIO) dal 1972 ed ha lo scopo di curare l'organizzazione ed il potenziamento dello sport in Somalia e, in particolare, la preparazione degli atleti somali, per consentire loro la partecipazione ai Giochi olimpici. L'organizzazione è, inoltre, membro dell'Associazione dei Comitati Olimpici Nazionali d'Africa.
L'attuale presidente dell'associazione è Aden Hagi Yeberow, mentre la carica di segretario generale è occupata da Abdullahi Ahmed Tarabi.